# Laurence Kotlikoff
Laurence Jacob Kotlikoff, född den 30 januari 1951, är professor i nationalekonomi vid Boston University. 
I boken The Coming Generational Storm och i andra publikationer har han beskrivit varför USA, inte minst av ekonomiska orsaker, behöver en skattereform, en hälsovårdsreform och en reform av det ekonomiska trygghetssystemet. Kotlikoff förespråkar Fairtax-systemet, vilket är en reform av skattesystemet i USA som innebär att alla federala inkomstskatter ersätts med en enhetlig nationell konsumtionsskatt. Under 2008 års presidentval var Kotlikoff ekonomisk rådgivare till presidentkandidaten Mike Gravel.
Kotlikoff meddelade i januari 2012 att han tänker ställa upp i presidentvalet i USA 2012 som obunden kandidat.

## Publikationer
- Laurence J. Kotlikoff, 1987, “social security," The New Palgrave: A Dictionary of Economics, v. 4, pp. 413–18. Stockton Press
- Laurence J. Kotlikoff, 1992, Generational Accounting, The Free Press
- Laurence J. Kotlikoff, 2006, "Is the United States Bankrupt?," Federal Reserve Bank of St. Louis Review, July/August, 88(4), pp. 235–49.
- Laurence J. Kotlikoff, October 22, 2006. "Drifting to Future Bankruptcy." The Philadelphia Inquirer
- Kotlikoff, Laurence J.; Burns Scott (2004) (på engelska). The coming generational storm: what you need to know about America's economic future. Cambridge, Mass.: MIT Press. Libris 9290496. ISBN 0-262-11286-8 Description and chapter-preview links, p. vii.
- Laurence J. Kotlikoff and Scott Burns, 2008. Spend 'til the End: The Revolutionary Guide to Raising Your Living Standard - Today and When You Retire', Simon & Schuster. ISBN 9781416548904 Description and  Preview link to chapter links, via right-arrow at top to pp. 11–12.
- Kotlikoff, Laurence J. (2010) (på engelska). Jimmy Stewart is dead: ending the world's ongoing financial plague with limited purpose banking. Hoboken, N.J.: Wiely. Libris 11855535. ISBN 978-0-470-58155-1 (cloth)

## Externa webbsidor
- Kotlikoff.net